# Balaiada
Balaiada (nazywana także Guerra dos Bem-te-vis) – bunt niższych klas społecznych, który miał miejsce w prowincji Maranhão w Regionie Północno-Wschodnim Brazylii w latach 1838-41. Nazwa rewolty pochodzi od słowa „balaios” to znaczy „koszyki”, jako że wielu buntowników trudniło się wyplataniem koszy. Jeden z przywódców rebelii Manuel Francisco dos Anjos Ferreira nosił przydomek Balaio, od rzemiosła, którym się trudnił.

## Tło historyczne
Po uzyskaniu niepodległości przez Brazylię w 1822 roku nastąpił okres cesarstwa. W tym czasie gospodarka prowincji Maranhão, opierająca się na uprawie bawełny, przeżywała kryzys, spowodowany konkurencją na rynku światowym, głównie ze strony Stanów Zjednoczonych. Kryzys dotknął przede wszystkim niższe warstwy społeczne: niewykwalifikowanych robotników, pracowników rolnych i niewolników. Bieda, głód i nierówności społeczne doprowadziły do wzrostu niezadowolenia mas ludności w prowincji.
Poza kryzysem ekonomicznym, inną przyczyną rewolty było niezadowolenie z sytuacji politycznej. W tym czasie na arenie politycznej Maranhão rywalizowały ze sobą dwa obozy: konserwatyści, zwani cabanos oraz liberałowie, nazywani bem-te-vis od nazwy wydawanego przez nich dziennika.
Do 1837 roku liberałowie rządzili prowincją, jednak wraz z wygraną konserwatystów w rządzie centralnym w Rio de Janeiro, w Maranhão również nastąpiła zmiana i cabanos odsunęli bem-te-vis od władzy. Pozycję konserwatystów wzmocnił dodatkowo fakt, że regentem młodego cesarza Piotra II był w latach 1837-40 polityk partii konserwatywnej, wywodzący się z Maranhão, Araújo Lima. Niezadowolenie społeczeństwa wbudziło również ustanowienie prawa Lei dos Prefeitos, które nadawało gubernatorowi prawo mianowania prefektów miast.

## Przywódcy rewolty
- Raimundo Gomes – poganiacz bydła, pracował w gospodarstwie Inácio Mendesa, lokalnego lidera liberałów
- Manuel Francisco dos Anjos Ferreira (Balaio) – wyplatacz koszy, od jego przydomka pochodzi nazwa rewolty
- Cosme Bento de Chagas – lider zbuntowanych niewolników

## Przebieg rewolty
13 grudnia 1838 roku Raimundo Gomes, wspierany przez Guarda Nacional (Gwardia Narodowa – oddział złożony z obywateli bez przeszkolenia wojskowego), napadł na więzienie w miejscowości Vila da Manga, zarządzane przez konserwatystę José Egito. Celem akcji było uwolnienie brata Gomesa, który zdaniem buntowników został uwięziony bez powodu. Wraz z bratem Raimundo Gomesa uwolniono wszystkich innych więźniów.
W tym samym czasie rzemieślnik Manuel Francisco dos Anjos Ferreira (Balaio) wzniecił bunt wśród niższych grup społecznych, a jego bezpośrednią przyczyną była seksualna napaść żołnierza na córki Balaio, za którą napastnik nie poniósł żadnej kary. Wyplatacz koszy zebrał grupę uzbrojonych ludzi i napadał na osady i posiadłości w głębi prowincji.
Raimundo Gomes i Balaio wkrótce połączyli siły i zyskali trzeciego sprzymierzeńca, którym był czarny dowódca Cosme Bento de Chagas, wywodzący się z quilombo (państwo zbiegłych niewolników) i dowodzący ok. 3 tysiącami czarnych uciekinierów z okolicznych plantacji. Liberałowie (bem-te-vis) na początku po cichu popierali rewoltę.
Początkowo buntownicy odnosili sukcesy. W 1839 roku zajęli Vila de Caxias, drugie po stolicy São Luis największe miasto prowincji. Ustanowili też Junta Provisória (Tymczasową Juntę), która postanowiła m.in. o wypędzeniu wszystkich Portugalczyków z miasta. Innymi postulatami junty były:
- amnestia dla buntowników
- zniesienie prawa Lei dos Prefeitos
- ograniczenie praw Portugalczyków urodzonych w Brazylii
- sprawiedliwe procesy dla tych więźniów, którzy przebywali za kratami głównie dlatego, że sprzeciwiali się plantatorom

Balaios szybko się radykalizowali, co zrażało do nich klasę średnią. W szeregi buntowników wstępowali nie tylko zbiegli niewolnicy, ale także pospolici przestępcy. Miasto Vila de Caxias i okolice doświadczyły wielu aktów przemocy i bandytyzmu.
Losy rewolty odmieniły się na niekorzyść buntowników jeszcze w 1839 roku, kiedy dowództwo nad wojskami rządowymi objął prezydent prowincji Maranhão, pułkownik Luís Alves de Lima e Silva, przyszły książę Caxias. W 1840 roku na polecenie cesarza Piotra II ogłosił on amnestię dla buntowników, co spowodowało, że ok. 2500 balaios natychmiast się poddało, wśród nich jeden z liderów, Raimundo Gomes. Walki trwały do 1841 roku, zginęło w nich ok. 12 tysięcy buntowników.

## Skutki rewolty
Balaios ponieśli klęskę w walce przeciwko siłom rządowym. Wszyscy zbiegli niewolnicy, którzy przeżyli rewoltę, zostali z powrotem wtrąceni do niewoli. Jeden z przywódców, Raimundo Gomes, został deportowany do São Paulo, jednak nie przeżył podróży i zmarł na statku w drodze do miejsca zesłania. Manuel Balaio i Cosme Bento zginęli w wyniku represji po rewolcie. Bento udało się przedtem zbiec do Piauí, jednak został pojmany i powieszony w 1842 roku.
Pułkownik Luís Alves de Lima e Silva za zasługi w stłumieniu rebelii zyskał tytuł barona Caxias.